# Стрийський Голос
«Стри́йський Го́лос» — двотижневик, перший політичний пресовий орган українського товариства «Підгірська Рада», який виходив з 1895 року у Стрию. Перше число часопису вийшло 1 серпня 1895 року. Виходив кожного місяця 1 і 15 числа. Головним завданням було підготувати українське населення до виборів Галицького сейму. Часопис друкувався у друкарні В. Маленького у Львові, але редакція знаходилася у Стрию. Невідомо скільки часу виходив часопис, можливо, він припинив своє існування після від'їзду до Львова його головного редактора (1899 рік).
Видавці та редактори - Володимир Охримович та Євген Олесницький.